# 末梢血管

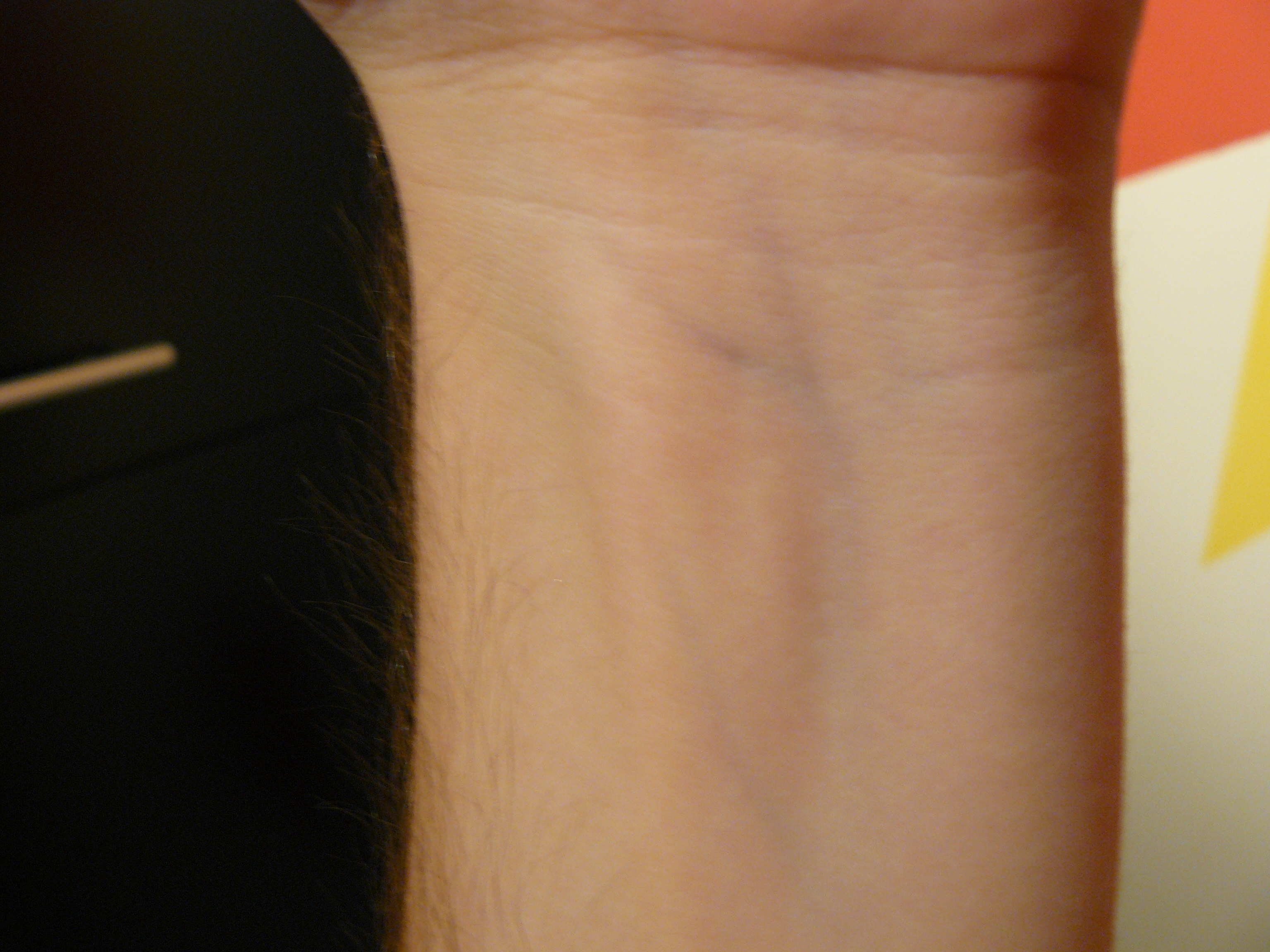
手首の末梢静脈

末梢血管（まっしょうけっかん）とは、循環器系のうち胸部や腹部以外（すなわち腕、手、脚、足）の静脈と動脈からなる部分のことである。末梢動脈は酸素を含んだ血液を体に供給し、末梢静脈は四肢の毛細血管から心臓に戻る脱酸素化された血液を導く。
末梢静脈は、病院でも救急隊でも、点滴静脈注射のための末梢静脈カテーテルのための最も一般的な静脈路確保部位である。
末梢動脈の閉塞は、手術の代わりにカテーテル治療とバルーン拡張術で治療できる場合もある。